# エーインゲン・アム・リース
エーインゲン・アム・リース（ドイツ語: Ehingen am Ries、公式な表記は Ehingen a.Ries）はドイツ連邦共和国バイエルン州シュヴァーベン行政管区のドナウ＝リース郡に属す町村（以下、本項では便宜上「町」と記述する）で、エッティゲン・イン・バイエルン行政共同体を形成する自治体の一つである。

## 地理
エーインゲン・アム・リースはネルトリンガー・リース辺縁部に位置し、アウクスブルク開発計画地域に属す。

### 自治体の構成
この町は、公式には7つの地区 (Ort) からなる。このうち小集落や孤立農場などを除く集落を以下に列記する。
- ベルツハイム
- エーインゲン・アム・リース

## 歴史
エーインゲン・アム・リースはアレマン人起源の町であり、エッティンゲン侯領に属した。村のほぼ半分（エルバッハ小集落を含む）はこの一門のプロテスタント系家系に属し、1539年に新しい信仰を選択した。他の半分とニーダーホーフェン小集落はカトリックに留まった。宗教改革の時代以降、エーインゲンの教区教会は、オーバープファルツのイルシュヴァンクほかバイエルンにわずかにある Simultankirche（異なる宗派が共同で使用する教会）の一つである。1806年のライン同盟によりこの町はバイエルン領となった。
ベルツハイムの最初の文献上の記録は1053年に Villa Bellesheim としてなされている。この町は旧帝国時代には、ほぼ完全にドイツ騎士団に属した。

### 人口推移
- 1970年 890人
- 1987年 834人
- 2000年 798人

## 行政
町長は、トーマス・マイヤー (Neue gemeinsame Liste) である。
町議会は8人の議員からなる。

## 見所
- 聖ウルリヒおよび聖シュテファン巡礼教会
- ベルツハイムのアントニウス礼拝堂

## 引用
1. ↑  https://www.statistikdaten.bayern.de/genesis/online?operation=result&code=12411-003r&leerzeilen=false&language=de Genesis-Online-Datenbank des Bayerischen Landesamtes für Statistik Tabelle 12411-003r Fortschreibung des Bevölkerungsstandes: Gemeinden, Stichtag (Einwohnerzahlen auf Grundlage des Zensus 2011)
2. ↑  Bayerische Landesbibliothek Online